# Ministerio del Deporte (Chile)
El Ministerio del Deporte de Chile (también conocido por su acrónimo, Mindep) es el ministerio de Estado encargado de la políticas públicas relativas al desarrollo y promoción del deporte en ese país. Del Ministerio depende la Subsecretaría de Deportes y también se relaciona con el Instituto Nacional de Deportes (IND). Desde el 10 de marzo de 2023, el titular de la cartera del Deporte es el exfutbolista Jaime Pizarro Herrera, mientras que la subsecretaria respectiva desde el 15 de noviembre de 2024 es Emilia Ríos; actuando bajo el gobierno de Gabriel Boric.

## Historia

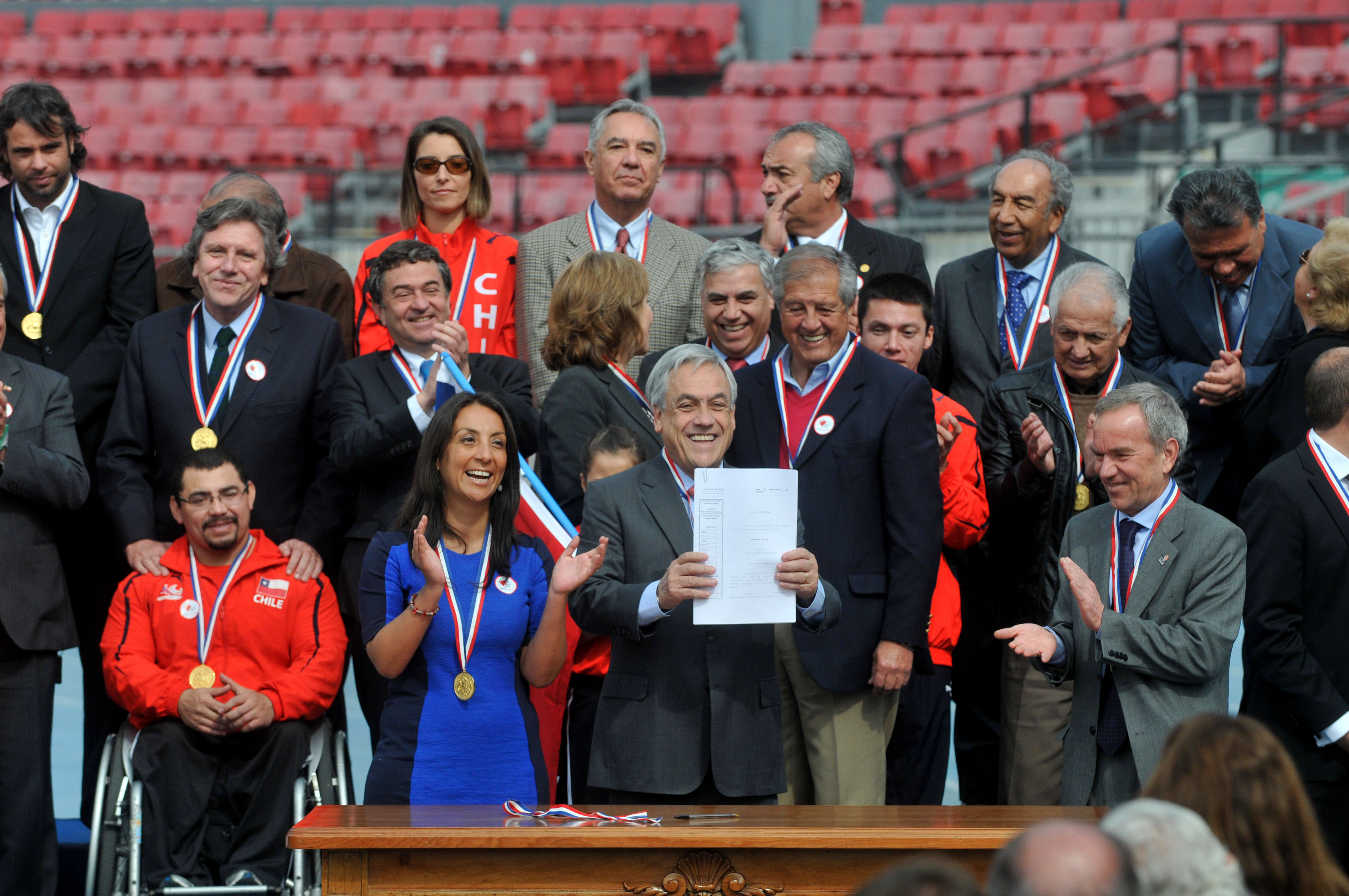
Sebastián Piñera (al centro), junto a deportistas, parlamentarios oficialistas y los ministros Cecilia Pérez Jara (izquierda) y Gabriel Ruiz-Tagle (derecha) durante la romulgación de la ley que creó el Ministerio del Deporte.

Fue creado por la ley n.º 20.686, promulgada el 19 de agosto de 2013, en una ceremonia encabezada por el presidente Sebastián Piñera, en el marco de su primer gobierno, y publicada por el Diario Oficial el 28 de agosto de ese mismo año. Inició sus operaciones el 14 de noviembre de 2013, y el empresario Gabriel Ruiz-Tagle, que hasta entonces se desempeñaba como subsecretario del Deporte, fue designado como el primer ministro de la cartera.
El ministerio no reemplazó al Instituto Nacional de Deportes (IND), ya que este se mantiene como un órgano fiscalizador bajo dependencia del mismo.

## Objetivos
Los objetivos estratégicos del Ministerio son los siguientes:
- Fortalecer la institucionalidad deportiva nacional.
- Promover y ampliar la participación de la población en la práctica de la actividad física y el deporte.
- Diseñar e implementar estrategias para promocionar y difundir las oportunidades, beneficios y valores de la práctica de la actividad física y el deporte.
- Posicionar a Chile en la alta competencia internacional, a través de la estrategia nacional de deporte competitivo y alto rendimiento con miras a los Juegos Panamericanos y Parapanamericanos Santiago 2023.
- Orientar el diseño, inversión, construcción, mantención y articulación del uso de la infraestructura deportiva para el deporte formativo, social, competitivo y alto rendimiento.

### Productos estratégicos
De la misma manera, el Ministerio tiene a su disposición los siguientes planes y/o estrategias:
- Sistema de Monitoreo y Evaluación.
- Marco normativo de la Actividad Física y el Deporte.
- Promoción de la Actividad Física y el Deporte.
- Plan Nacional de Infraestructura Deportiva.
- Plan Estratégico Nacional de Deporte Competitivo y Alto Rendimiento.

## Organización
La estructura del Ministerio es la siguiente:
Ministerio
Gabinete
- Área de Relaciones Internacionales

Subsecretaría
Gabinete
- Departamento de Auditoría Interna
- Departamento de Coordinación de Secretarías Regionales Ministeriales
  - Secretarías Regionales Ministeriales (Seremi's) (una por cada región).[Nota 1]

- División de Administración y Finanzas
  - Área de Gestión y Desarrollo de Personas 
    - Área de Finanzas
    - Equipo de Administración y Abastecimiento
    - Equipo de Tesorería y Contabilidad

  - Área de Informática
  - Área de Gestión de Documentos
- División Jurídica
- División de Planificación y Control de Gestión
  - Área de Control y Gestiones
  - Área de Planificación Institucional
  - Área de Gestión de Riesgos y Procedimientos
- División de Comunicación y Relaciones Públicas
- División de Infraestructuras
- División de Política y Gestión Deportiva
  - Área de Estudios
  - Área de Gestión Interna
  - Área de Políticas
  - Equipo Formativo
    - Equipo de Competencia y Alto Rendimiento
    - Equipo de Gestión y Políticas Públicas
    - Equipo de Inclusión

## Ministros
- Partidos:

     – Independiente
     – Unión Demócrata Independiente (UDI)
     – Renovación Nacional (RN)
     – Movimiento Amplio Social (MAS)
     – Partido Socialista (PS)
     – Convergencia Social (CS)
     – Frente Amplio (FA)
| N°. | Ministro/a | Ministro/a                | Partido | Inicio                  | Final                   | Presidente | Presidente                 |
| --- | ---------- | ------------------------- | ------- | ----------------------- | ----------------------- | ---------- | -------------------------- |
| 1   |            | Gabriel Ruiz-Tagle Correa | UDI     | 14 de noviembre de 2013 | 11 de marzo de 2014     |            | Sebastián Piñera Echenique |
| 2   |            | Natalia Riffo Alonso      | MAS     | 11 de marzo de 2014     | 18 de noviembre de 2016 |            | Michelle Bachelet Jeria    |
| 3   |            | Pablo Squella Serrano     | Ind.    | 18 de noviembre de 2016 | 11 de marzo de 2018     |            | Michelle Bachelet Jeria    |
| 4   |            | Pauline Kantor Pupkin     | Ind.    | 11 de marzo de 2018     | 28 de octubre de 2019   |            | Sebastián Piñera Echenique |
| 5   |            | Cecilia Pérez Jara        | RN      | 28 de octubre de 2019   | 11 de marzo de 2022     |            | Sebastián Piñera Echenique |
| 6   |            | Alexandra Benado Vergara  | Ind.    | 11 de marzo de 2022     | 10 de marzo de 2023     |            | Gabriel Boric Font         |
| 7   |            | Jaime Pizarro Herrera     | Ind.    | 10 de marzo de 2023     | En el cargo             |            | Gabriel Boric Font         |